# Дарунавір
Дарунавір (міжнародна транскрипція DRV) — синтетичний противірусний препарат з групи інгібіторів протеази для прийому всередину. Дарунавір розроблений компанією бельгійською компанією «Tibotec», та допущений FDA до клінічного використання 23 червня 2006 року.

## Фармакологічні властивості
Дарунавір — синтетичний противірусний препарат з групи інгібіторів протеази. Механізм дії препарату полягає у інгібуванні активного центру ферменту вірусу ВІЛ — протеази, порушенні утворення вірусного капсиду та пригнічує реплікацію вірусу ВІЛ з утворенням незрілих вірусних частинок, що не можуть інфікувати клітини організму. До дарунавіру чутливі віруси ВІЛ-1 та ВІЛ-2.

### Фармакокінетика
Дарунавір при прийомі всередину швидко всмоктується. Біодоступність препарату складає 37 %, при час прийому з ритонавіром та прийомі під час їжі зростає до 82 %. Даних за проникнення препарату через гематоенцефалічний бар'єр немає. Немає даних за проникнення дарунавіру через плацентарний бар'єр та виділення в грудне молоко. Препарат метаболізується в печінці, виводиться з організму переважно з калом, частково виводиться нирками у вигляді неактивних метаболітів. Період напіввиведення дарунавіру складає 15 годин, цей час не змінюється при печінковій та нирковій недостатності.

## Показання до застосування
Дарунавір застосовується для лікування інфекції, спричиненої вірусом ВІЛ-1 та ВІЛ-2 у складі комбінованої терапії. Монотерапія препаратом не застосовується у зв'язку з швидким розвитком резистентності вірусу ВІЛ до препарату.

## Побічна дія
При застосуванні дарунавіру можливі наступні побічні ефекти:
- З боку шкірних покривів — часто (1—10 %) висипання на шкірі (9 % згідно результатів клінічних досліджень), свербіж шкіри; нечасто (0,1—1 %) еритема шкіри, кропив'янка, гіпергідроз, алергічний дерматит, алопеція, акне, набряк Квінке, синдром Стівенса — Джонсона, герпетичні висипання; із невідомою частотою — синдром Лаєлла, генералізований екзантематозний пустульоз.
- З боку травної системи — дуже часто (більше 10 %) діарея; часто нудота, блювання, біль у животі, метеоризм; нечасто (0,1—1 %) гепатит, стеатоз печінки, панкреатит, гастрит, стоматит, блювання з кров'ю, гастоезофагальний рефлюкс.
- З боку нервової системи — часто (1—10 %) головний біль, запаморочення, периферична нейропатія; нечасто (0,1—1 %) сонливість, втрати свідомості, судоми, летаргія, парестезії, гіпоестезія, погіршення пам'яті, порушення сну, порушення уваги, розлади зору, кон'юнктивіт.
- З боку серцево-судинної системи — нечасто (0,1—1 %) стенокардія, інфаркт міокарду, подовження інтервалу QT на ЕКГ, синусова брадикардія або тахікардія, артеріальна гіпертензія, припливи крові до обличчя.
- З боку дихальної системи — нечасто (0,1—1 %) кашель, носова кровотеча, диспное, ринорея, фарингіт.
- З боку опорно-рухового апарату — нечасто (0,1—1 %) міалгії, артралгії, артрити, біль у кінцівках, спазми та слабість м'язів, остеонекроз, остеопороз.
- З боку сечостатевої системи — нечасто (0,1—1 %) дизурія, ніктурія, поллакіурія, білірубінурія, нефролітіаз, ниркова недостатність, еректильна дисфункція, гінекомастія.
- Зміни в лабораторних аналізах — часто (1—10 %) гіпертригліцеридемія, гіперхолестеринемія, підвищення активності амінотрансфераз в крові; нечасто (0,1—1 %) анемія, нейтропенія, еозинофілія, лейкопенія, тромбоцитопенія, гіперглікемія, підвищення рівня білірубіну в крові, підвищення рівня активності лужної фосфатази та ГГТП, підвищення рівня у крові креатиніну та сечовини.

Під час проведення комбінованої антиретровірусної терапії у хворих зростає імовірність лактатацидозу та гепатонекрозу. При проведенні ВААРТ у хворих зростає імовірність розвитку серцево-судинних ускладнень, гіперглікемії та гіперлактемії. Під час проведення ВААРТ зростає імовірність синдрому відновлення імунної системи із загостренням латентних інфекцій.

## Протипокази
Дарунавір протипоказаний при підвищеній чутливості до препарату, важких порушеннях печінки. З обережністю дарунавір застосовується при вагітності. Препарат не рекомендується застосовувати разом із рифампіцином, кетоконазолом, астемізолом, цизапридом, терфенадином, мідазоламом, пімозидом, бепридилом, аміодароном, алкалоїдами ріжків, пропафеноном, рифапентином, рифабутином, алфузозином, пітавастатином, флутиказоном та препаратами звіробою.

## Форми випуску
Дарунавір випускається у вигляді таблеток по 0,075; 0,15; 0,3; 0,4 та 0,6 г.